# قانون حمایت از اطفال و نوجوانان
قانون حمایت از اطفال و نوجوانان یکی از لوایح قضایی است که در زمان ریاست سید محمود هاشمی شاهرودی بر قوه قضائیه تدوین شد. این لایحه در ۲۲ اردیبهشت سال ۱۳۸۸ برای ارسال به مجلس شورای اسلامی تقدیم دولت شد. لایحهٔ حمایت از کودکان و نوجوانان در ۱۰ مرداد ۱۳۹۰ با حذف ۵ ماده در کمیسیون لوایح دولت دهم به تصویب رسید و ۲۸ آبان همان سال به مجلس ارائه شد تا این‌که در سال ۱۳۹۲ لایحه به کمیسیون حقوقی و قضایی مجلس ارجاع شد. این لایحه در سال ۱۳۹۷ به‌تصویب مجلس رسید اما پس از آن سه مرتبه با ایراداتی از سوی شورای نگهبان و اصلاحاتی از سوی مجلس مواجه شد. در خرداد ۱۳۹۹ شورای نگهبان سرانجام لایحهٔ حمایت از اطفال و نوجوانان را تصویب کرد. چند هفته پیش از تصویب این لایحه، قتل رومینا اشرفی، جامعهٔ ایران را در شوک فرو برد و باعث شد دوباره بحث‌هایی راجع به لایحهٔ حمایت از اطفال و نوجوانان مطرح شود. با این‌حال عباسعلی کدخدایی (سخنگوی شورای نگهبان) گفته‌است که پروندهٔ قتل رومینا اشرفی، ارتباطی با این لایحه نداشته‌است.
بر اساس این لایحه اعمالی مانند جلوگیری از تحصیل کودکان، تشویق به ترک تحصیل و فرار از مدرسه، آزار عاطفی و سهل انگاری در نگهداری از کودک، برقراری ارتباط با کودکان و نوجوانان در فضای اینترنت و شبکه‌های اجتماعی به منظور اذیت و آزار آنها، فروش دخانیات به کودکان و بهره‌کشی از کودکان به‌عنوان جُرم شناخته می‌شوند و برای آنها احکامی با جزئیات در نظر گرفته شده‌است.
ذبیح‌الله خدائیان معاون حقوقی قوهٔ قضائیه تصویب این لایحه را مانعی برای وارد شدن آسیب‌های اجتماعی به کودکان کار، بی‌سرپرست و بدسرپرست می‌داند.
سرانجام این قانون در ۲۳ اردیبهشت ۱۳۹۹ به تصویب مجلس رسید. و در تاریخ ۲۲ خرداد ۱۳۹۹ از سوی رئیس‌جمهور ابلاغ گردید.
برخی منابع خبری از جمله خبرگزاری ایلنا در گزارش‌هایی انتقادهایی را به این قانون وارد کرده‌ و نوشته اند بعضی از موارد این قانون از جمله درباره وظایف دستگاه‌های دولتی باید اصلاح شود.
روزنامه شرق نیز در گزارشی به ضرورت بازتعریف وظایف نهادهای دولتی در قانون حمایت از اطفال و نوجوانان پرداخته است.
خبرگزاری ایلنا در گزارش دیگری نوشته تعریف‌های ارائه شده برای «طفل» و «نوجوان» و همچنین موادی که به بهره‌کشی اقتصادی و معامله کودکان می‌پردازند، نیازمند دقت نظر بیشتری هستند تا از هرگونه سوءتفاهم یا سوءاستفاده احتمالی جلوگیری شود.